# 皮德吉爾涅 (諾夫哥羅德-謝韋爾斯基區)
52°2′44″N 33°25′6″E / 52.04556°N 33.41833°E
皮德吉爾涅（烏克蘭語：Підгірне），是烏克蘭的村落，位於該國北部切爾尼戈夫州，由諾夫哥羅德-謝韋爾斯基區負責管轄，始建於1600年，面積0.19平方公里，海拔高度142米，2001年人口16，人口密度每平方公里84.2人。